# Matija Cvek
Matija Cvek (Zagreb, 9. ožujka 1993.) hrvatski je pjevač i tekstopisac. Proslavio se sudjelovanjem u HRT-ovoj emisiji A strana. Pažnju javnosti prvi put je privukao 2018. kada je objavio svoju pjesmu "Visine". Cvekov prvi studijski album „Izbirljivo i slučajno” (2021.) debitirao je na vrhu hrvatske ljestvice albuma.
Cvek je na Pjesmi Eurovizije 2017. nastupio kao prateći vokal u pjesmi Jacquesa Houdeka "My Friend". Nakon nastupa na Pjesmi Eurovizije redovito sudjeluje na raznim festivalima. U lipnju 2018., Cvek je objavio svoj debitantski singl "Visine", a svoj debitantski studijski album „Izbirljivo i slučajno” je objavio 16. travnja 2021. i debitirao na vrhu hrvatske „Top of the Shops” ljestvice albuma. Početkom 2022. objavljena mu je suradnja s hrvatskom pjevačicom Eni Jurišić u pjesmi pod nazivom "Trebaš li me". Pjesma je dosegla prvo mjesto na HR Top 40 postavši Cvekova prva pjesma na vrhu ljestvice. Na 29. dodjeli Porina Cvek je dobio dvije nagrade: nagradu za najbolji pop album i nagradu za najbolju mušku vokalnu izvedbu. Na dodjeli Cesarice 2023. Cvek je s pjesmom "Trebaš li me" osvojio nagradu za pjesmu godine. Pjesma je dobila dvije dodatne nagrade za Pjesmu godine na dodjeli „Zlatnog studija” 2023., odnosno „Top.HR Music Awards”. Dana, 25. lipnja 2023. Cvek je sudjelovao na Melodijama Jadrana 2023. s pjesmom "Zalazak".

## Top-ljestvice
| "Noćas donijet ću gitaru"                         | 2014. | –   | [ a ] | Singl                 |
| "Potraži me u jeseni"                             | 2016. | –   | [ a ] | Singl                 |
| "Visine"                                          | 2018. | –   | [ a ] | Izbirljivo i slučajno |
| "Praviš me ludim"                                 | 2018. | 13. | [ a ] | Izbirljivo i slučajno |
| "Probudi se"                                      | 2019. | 12. | [ a ] | Izbirljivo i slučajno |
| "Ako nađem nekoga"                                | 2019. | 12. | [ a ] | Singl                 |
| "Drama"                                           | 2019. | 18. | [ a ] | Izbirljivo i slučajno |
| "Nasloni se" (s Matijom Dedić)                    | 2020. | 14. | [ a ] | Izbirljivo i slučajno |
| "Plaža"                                           | 2020. | 7.  | [ a ] | Izbirljivo i slučajno |
| "Blizu (69)"                                      | 2020. | 8.  | [ a ] | Izbirljivo i slučajno |
| "Ptice"                                           | 2021. | 4.  | [ a ] | Izbirljivo i slučajno |
| "Trebaš li me" (s Eni Jurišić)                    | 2022. | 1.  | 3.    | Singl                 |
| "Zar je ljubav spala na to" (s Jelenom Rozgom)    | 2022. | 4.  | –     | Minut srca mog        |
| "Ne moram ni ja" (s The Funkensteins)             | 2022. | 6.  | –     | Izbirljivo i slučajno |
| "Oprostija bi sve" (s Buđenje)                    | 2023. | 2.  | –     | Brudet                |
| "Kraj Save" (s The Funkensteins)                  | 2023. | 7.  | –     | Singl                 |
| "Zalazak" (s The Funkensteins)                    | 2023. | –   | –     | Singl                 |
| "Pola sunca" (s Marijom Šerifović)                | 2023. | –   | 3.    | Dolazi ljubav         |
| "Nudim ti se"                                     | 2024. | 2.  | —     | Singl                 |
| "Moje"                                            | 2025. | 1.  | —     | Singl                 |
| "–" označava da se pjesma nije plasirala na listu |       |     |       |                       |